# Tétraèdre trirectangle

Un tétraèdre trirectangle construit sur un trièdre trirectangle.

En géométrie, un tétraèdre trirectangle est un tétraèdre dont trois faces sont des triangles rectangles dont les angles droit aboutissent au même sommet. Ce sommet H est l'orthocentre du tétraèdre, lequel est donc orthocentrique. La face opposée à ce sommet s'appelle la base. La perpendiculaire à la base issue de H est appelée la hauteur du tétraèdre (les autres hauteurs étant les arêtes issues de H).

## Coordonnées des points remarquables
Soient A, B, C les sommets de la base, {\displaystyle a=HA,b=HB,c=HC} ; dans le repère orthonormé {\displaystyle (H,{\overrightarrow {HA}}/a,{\overrightarrow {HB}}/b,{\overrightarrow {HC}}/c)} , on a les expressions suivantes :
- {\displaystyle A(a,0,0),B(0,b,0),C(0,0,c)}
- le centre de gravité {\displaystyle G(a/4,b/4,c/4)} qui est à la fois l'isobarycentre des sommets et le centre d'inertie du solide tétraédrique homogène.

- le centre de gravité de la base {\displaystyle I(a/3,b/3,c/3)}
- le centre de la sphère circonscrite {\displaystyle O(a/2,b/2,c/2)}, laquelle est de rayon {\displaystyle {\frac {1}{2}}{\sqrt {a^{2}+b^{2}+c^{2}}}}
- L'équation du plan de la base : {\displaystyle x/a+y/b+z/c=1}

## Formules métriques
Le tétraèdre trirectangle a pour volume
{\displaystyle V={\frac {abc}{6}}.}
La longueur h de la hauteur satisfait ,
{\displaystyle {\frac {1}{h^{2}}}={\frac {1}{a^{2}}}+{\frac {1}{b^{2}}}+{\frac {1}{c^{2}}}.}
L'aire {\displaystyle S_{0}} de la base est donnée par 
{\displaystyle S_{0}={\frac {abc}{2h}}.}

## Construction

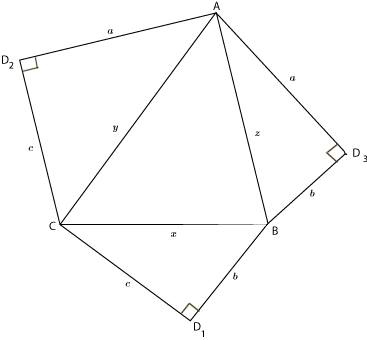

Un patron du tétraèdre trirectangle est formé d'un triangle ABC (qui sera la base du tétraèdre) et de trois triangles rectangles {\displaystyle BCD_{1},CAD_{2},ABD_{3}} aux hypoténuses égales aux côtés du triangle de base.
Posant {\displaystyle a=AD_{2}=AD_{3},b=BD_{3}=BD_{1},c=CD_{1}=CD_{2}}, on doit avoir les relations permettant de construire la base à partir des triangles rectangles :
- {\displaystyle x^{2}=b^{2}+c^{2}}
- {\displaystyle y^{2}=a^{2}+c^{2}}
- {\displaystyle z^{2}=a^{2}+b^{2}}

ou bien, permettant de construire les triangles rectangles à partir de la base, qui doit être un triangle acutangle :
- {\displaystyle 2a^{2}=-x^{2}+y^{2}+z^{2}}
- {\displaystyle 2b^{2}=x^{2}-y^{2}+z^{2}}
- {\displaystyle 2c^{2}=x^{2}+y^{2}-z^{2}}

## Théorème de de Gua
Si l'aire de la base est {\displaystyle S_{0}} et les aires des trois autres faces (à angle droit) sont {\displaystyle S_{1}}, {\displaystyle S_{2}} et {\displaystyle S_{3}}, alors
{\displaystyle S_{0}^{2}=S_{1}^{2}+S_{2}^{2}+S_{3}^{2}}
C'est une généralisation au tétraèdre du théorème de Pythagore.

## Cas particulier
Si la base est équilatérale, ce qui équivaut à {\displaystyle a=b=c}, on parle de tétraèdre trirectangle régulier, bien que ce ne soit pas un polyèdre régulier .

## Parallélépipède circonscrit

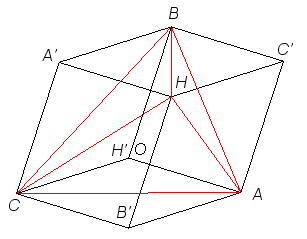

Le parallélépipède circonscrit a pour sommets {\displaystyle H,A,B,C,H'(a/2,b/2,c/2)=O,A'(-a/2,b/2,c/2),B'(a/2,-b/2,c/2),C'(a/2,b/2,-c/2)}.
C'est un rhomboèdre de longueur d'arête {\displaystyle {\frac {1}{2}}{\sqrt {a^{2}+b^{2}+c^{2}}}}, et dont les quatre diagonales ont aussi pour longueur {\displaystyle {\frac {1}{2}}{\sqrt {a^{2}+b^{2}+c^{2}}}}.